# Тойоне

Тойоне́ (яп. 豊根村, とよねむら, МФА: [tojone muɾa]?) — село в Японії, в повіті Кіта-Сітара префектури Айті. Розташоване в східній частині префектури.  Площа становить 155,91 км². Станом на 1 серпня 2011 року населення складало 1303  осіб, густота населення — 8,36 осіб/км².   